# Придатко Дмитро Миколайович
Дмитро́ Микола́йович Прида́тко (28 липня 1988 — 29 серпня 2014) — сержант Збройних сил України, учасник російсько-української війни.

## Короткий життєпис
Народився 1988 року в місті Кіровоград. Батьки розлучилися, виховувався батьком, зі школи захоплювався футболом і боксом; навчався в кіровоградській ЗОШ № 30, у ПТУ № 8 здобув професію столяра. Строкову військову службу проходив у 3-му полку спецпризначення, залишився у ньому за контрактом; після завершення терміну контракту працював складальником меблів, таксистом. 2009 року побрався.
З початком російської агресії пішов до військкомату добровольцем, на фронті був з кінця березня 2014-го. Старший розвідник-снайпер групи спеціального призначення загону спеціального призначення 3-го окремого полку спецпризначення. Кілька разів приїздив у відпустку.
В серпні 2014 року вивозив на особистій машині з-під обстрілу побратимів під Іловайськом. Загинув 29 серпня у бою під час виходу з оточення «зеленим коридором» на дорозі поміж селами Многопілля й Червоносільське — міна влучила у вантажно-пасажирський «Газель», якою їхав Дмитро. Побратим Олександр Плотніков зміг дотягнути Дмитра до свого УАЗа, однак Придатко був важко поранений — з опіками та переломами, він прожив ще 4 години. В тому ж автомобілі загинув сержант Максим Кривенко.
3 вересня 2014-го тіло Дмитра Придатка разом з тілами 96 інших загиблих в Іловайському котлі було привезено до Дніпропетровського моргу. Упізнаний бойовими товаришами та родичами.
Поховали Дмитра на Алеї Слави Рівнянського кладовища Кропивницького.
Залишилась батьки, дружина Анастасія та донька Марійка 2013 р.н.

## Нагороди та вшанування
За особисту мужність і героїзм, виявлені у захисті державного суверенітету та територіальної цілісності України, вірність військовій присязі під час російсько-української війни, відзначений — нагороджений
- 14 березня 2015 року — орденом «За мужність» III ступеня (посмертно)[1]
- На честь Дмитра Придатка названо вулицю у місті Кропивницькому (колишня назва «вулиця Кропоткіна»).
- Його портрет розміщений на меморіалі «Стіна пам'яті полеглих за Україну» у Києві: секція 3, ряд 9, місце 22
- Вшановується 29 серпня на щоденному ранковому церемоніалі вшанування українських захисників, які загинули цього дня у різні роки внаслідок російської збройної агресії[2]
- Іловайський Хрест (посмертно)